# Fond des Vaulx

Le site naturel du Fond des Vaulx  ou Fond des Vaux est une vallée calcaire située à Marche-en-Famenne en Province de Luxembourg (Région wallonne)

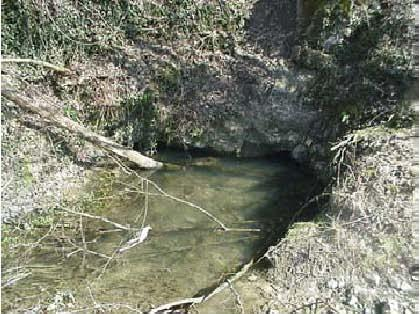
Résurgence au Fond des Vaulx

## Situation
La vallée du Fond des Vaulx se trouve à l'est de la ville de Marche-en-Famenne dans le prolongement de la rue Nérette de l'autre côté de la voie de chemin de fer Liège - Jemelle. 
Elle couvre une superficie d'une quinzaine d'hectares.
Des traces découvertes dans les grottes et abris sous roches du Fond des Vaulx ont d'abord été datées du paléolithique moyen (vers 50000 à 40000 ans av. J.-C.), avant d'être reconnu comme étant faux. Cependant, d'autres traces datant du néolithique (7500 ans avant J.-C) ont été retrouvées.
L'altitude est de 500m

## Description
Cette petite vallée encaissée fait partie de la bande calcaire de la Calestienne. Les eaux acides provenant du massif ardennais entrent en contact avec le sol calcaire et forment de nombreuses cavités (chantoires, grottes, trous).
Les plus connues sont :
- la Grotte de la Ducasse,
- le Trou du Renard,
- le Gouffre le Trotti aux Fosses (curiosité classée Cavité Souterraine d’Intérêt Scientifique),
- la Pierre Plate.

En outre, le site naturel du Fond des Vaulx est repris dans un projet visant à restaurer les pelouses calcaires qui représentent l'un des écosystèmes les plus riches en Région wallonne.  On note la présence d'espèces rares comme la doradille de Haller (Asplenium fontanum). Des moutons et vaches rustiques paissent régulièrement dans la vallée.
De nombreuses légendes se rattachent à ce site rempli de mystères souterrains.
C'est dans le fonds des vaulx que s'arrêtèrent en hiver 1944 les  troupes blindées en pointe des avances allemandes dans ce secteur. Certains blindés détruits dans le fond , sans arriver au pont de chemin de fer, étaient occupés par des femmes et adolescents jeunes, découverts par des habitants.[Quoi ?]

## Visite
L'accès est libre. Plusieurs balades non balisées sont proposées. Le site permet la pratique de nombreuses activités telles que la randonnée, le VTT, la spéléologie ou l'escalade. Une aire de barbecue accueille les visiteurs.